# جهاز الجري متعدد الاتجاهات

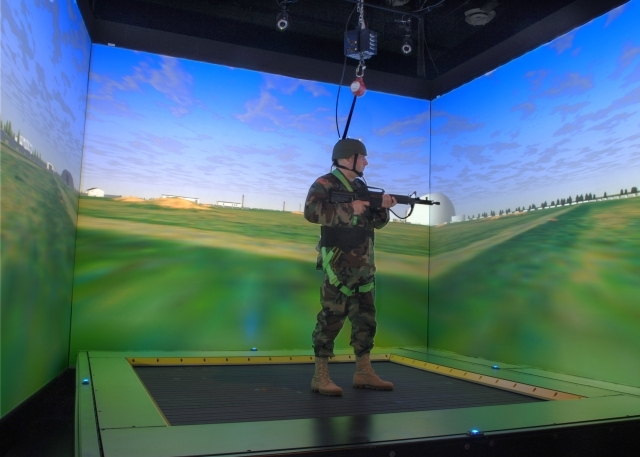
ODT مختبر أبحاث الجيش الأمريكي مع CAVE Graphics

جهاز الجري متعدد الاتجاهات (ODT) هو جهاز ميكانيكي، مشابه لجهاز الجري العادي، والذي يسمح لأي شخص بأداء حركة قاطرة في أي اتجاه، مما يتيح 360 درجة من الحركة. القدرة على التحرك في أي اتجاه هو ما يمكن لهذه المطاحن تختلف عن نظرائهم الأساسية (التي تسمح فقط أحادي الاتجاه الحركة). يستخدم المطاحن متعددة الاتجاهات في تطبيقات بيئة افتراضية غامرة للسماح بالحركة غير المرهقة داخل المساحة الافتراضية.